# Bistum Caacupé
Das Bistum Caacupé (lat.: Dioecesis Caacupensis, span.: Diócesis de Caacupé) ist eine in Paraguay gelegene römisch-katholische Diözese mit Sitz in Caacupé.

## Geschichte
Das Bistum Caacupé wurde am 2. August 1960 durch Papst Johannes XXIII. aus Gebietsabtretungen des Erzbistums Asunción und des Bistums Concepción en Paraguay als Territorialprälatur Caacupé errichtet. Die Territorialprälatur wurde dem Erzbistum Asunción als Suffraganbistum unterstellt. Am 29. März 1967 wurde die Territorialprälatur Caacupé zum Bistum erhoben.

## Ordinarien von Caacupé

### Prälaten
- Ismael Rolón SDB, 1960–1967

### Bischöfe
- Ismael Rolón SDB, 1967–1970, dann Erzbischof von Asunción
- Demetrio Ignacio Aquino Aquino, 1971–1994
- Catalino Claudio Giménez Medina, 1995–2017
- Ricardo Jorge Valenzuela Ríos, seit 2017